# Musa Barrow
Musa Barrow (ur. 14 listopada 1998 w Bandżulu) – gambijski piłkarz, grający na pozycji napastnika w saudyjskim klubie Al-Taawoun oraz w reprezentacji Gambii. Uczestnik Pucharu Narodów Afryki 2021 i 2023.

## Życiorys
Jest wychowankiem rodzimego Hawks Banjul FC. W latach 2017–2018 trenował w zespołach juniorskich włoskiej Atalanty BC. W sezonie 2017/2018 z 23 golami został królem strzelców Primavery.
W 2018 roku dołączył do seniorskiej drużyny Atalanty. W Serie A zadebiutował 10 lutego 2018 w zremisowanym 1:1 meczu z FC Crotone. Grał w nim od 83. minuty, gdy zastąpił Hansa Hateboera. 17 stycznia 2020 został wypożyczony do klubu Bologna FC 1909. Po zakończeniu wypożyczenia pozostał w Bologni na zasadzie transferu definitywnego, którego kwota wyniosła 14,34 miliona euro.
W reprezentacji Gambii zadebiutował 8 września 2018 w meczu z Algierią. W 2022 roku wystąpił na przełożonym Pucharze Narodów Afryki 2021.